# Möntör Máté
Möntör Máté (Csákvár, 1992. december 12. –) jazzgitár előadóművész, vállalkozó, pedagógus, a magyar jazzélet jeles képviselője. A Snétberger Zenei Tehetség Központ, valamint a Zeneakadémia egykori hallgatója, a Klebelsberg Intézet és a Nemzeti Tehetség Program ötszörös ösztöndíjasa.

## Pályafutása
Zeneakadémiai mesterdiplomáját 2019-ben szerezte Babos Gyula, László Attila és Horányi Sándor növendékeként. Zenei megszólalását egyaránt inspirálja a modern jazz, a klasszikus zene, valamint a blues.
2014 óta kortárs-zenei előadások, mainstream jazzkoncertek, színházi és popzenei produkciók aktív résztvevője, gitárjátékával az elmúlt években Európa-szerte több száz alkalommal találkozhatott a nagyérdemű. Oktatói tevékenysége mellett számos lemezfelvétel producere és közreműködője, többek között:
- Swingin' Through
- Christmas Begins with a Wish
- I Belive in Yesterday
- to dreamers and their dreams[1]
- winter walk[2]
- East Life
- Looked At All Aspects[3]
- Alone with the Past[4]
- First[5]
- Organic Impresions[6]
- Praise the Notes stb.

Könyvek, egyéb kiadványok:
- Hungarian Jazz Transcriptions[7]
- Jazz Guitar Etudes[8]
- METRONOM zenei társasjáték[9]

## Könnyűzenei közreműködései
Dér Heni, Cserpes Laura, Vastag Csaba, Kasza Tibi, Rácz Gergő, Vastag Tamás, Pesti Magyar Színház, Gesztesi Károly, Hujber Ferenc, Grease Musical, Falusi Mariann, Kiss Kata Zenekar, Nagy Feró,Szabó Ádám, Igni, Burai Krisztián, Kiss Ramóna, Szurdi Miklós, Maszkura, Bánfalvi Ágnes, stb.

## Jazz, klasszikus és kortárs zenei közreműködései
Brian Charette, Fekete-Kovács Kornél, Organism Trio, Dominik Bukowski, Kajetan Galas, Kesselyák Gergely, MÁV Szimfonikus Zenekar, Modern Art Orchestra, Pejtsik Péter, Horváth Cintia, Marcin Pater, Winand Gábor, Jazz Friends, Jazzy Stripe, Szőke Nikoletta stb.